# Däulet Sembajew

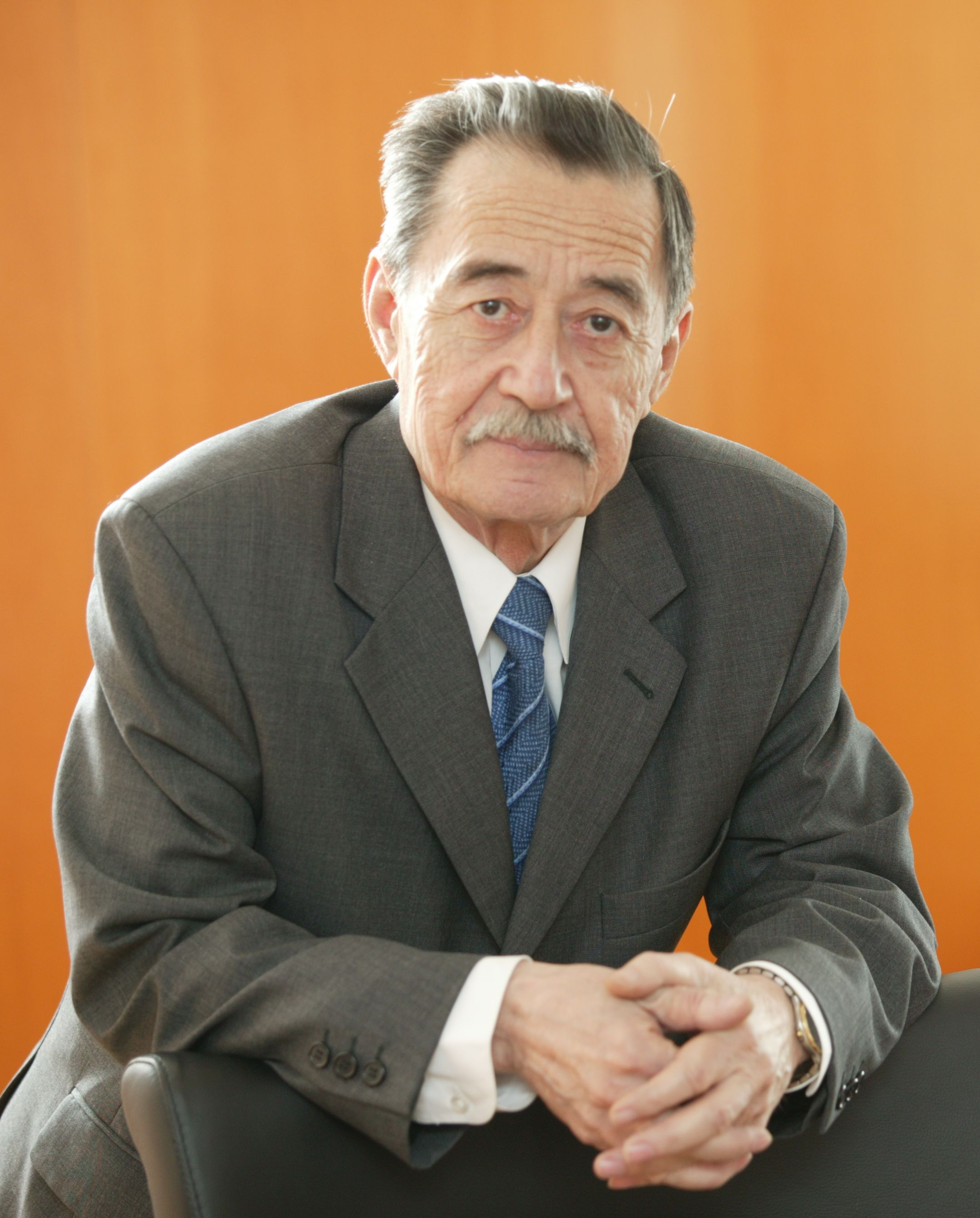
Däulet Sembajew

Däulet Chamituly Sembajew (kasachisch Дәулет Хамитұлы Сембаев Däulet Hamitūly Sembaev, russisch Даулет Хамитович Сембаев / Daulet Chamitowitsch Sembajew; * 10. August 1935 in  Alma-Ata, Kasachische SSR, Sowjetunion; † 15. November 2021) war ein sowjetischer und kasachischer Ökonom und Präsident der Kasachischen Nationalbank.

## Leben
Däulet Sembajew wurde 1935 in Alma-Ata geboren. Er machte 1958 einen Abschluss am Kasachischen Bergbau- und Metallurgie Institut.
Seine berufliche Laufbahn begann er bei der Kirow-Maschinenfabrik in seiner Heimatstadt Alma-Ata, wo er verschiedene Positionen durchlief. Ab 1966 arbeitete Sembajew für das Staatliche Planungskomitee der Kasachischen SSR. Zwischen 1975 und 1983 war er beim Ministerrat der Kasachischen SSR beschäftigt, bevor er im Anschluss daran vier Jahre lang Vorsitzender des Staatlichen Planungskomitees war. Von 1987 bis 1990 war er nochmals stellvertretender Vorsitzender des Staatlichen Planungskomitees und ab November 1990 war Sembajew stellvertretender Vorsitzender des Obersten Wirtschaftsrates des Kasachischen Sowjetrepublik.
Ab Oktober 1991 bekleidete er die Position des stellvertretenden Premierministers der Republik Kasachstan und ab Februar 1992 war er erster stellvertretender Premierminister. Am 20. Dezember 1993 wurde er zum zweiten Präsidenten der Kasachischen Nationalbank ernannt. Sembajew leitete die Geschäfte der Nationalbank rund zwei Jahre lang, bis er am 10. Januar 1996 durch Oras Schandossow abgelöst wurde. Ab Dezember 1995 wurde er Mitglied im Senat der Republik Kasachstan, wo er Vorsitzender des Ausschusses für Wirtschaft, Finanzen und Haushalt war. Ab 1999 war er Vorsitzender des Rates der Vereinigung der Finanziers der Republik Kasachstan und zudem in verschiedenen leitenden Positionen bei der Kazkommertsbank tätig.